# Arcte
Arcte là một chi bướm đêm thuộc họ Erebidae.

## Các loài
- Arcte coerula Guenée, 1852
- Arcte granulata (Guenee, 1852)
- Arcte modesta (Hoeven, 1840)
- Arcte polygrapha Kollar, [1844]
- Arcte taprobana Moore, 1885